# Lars Boman
Lars Oscar "Råttan" Boman, född 6 mars 1931, död 18 november 2014, var en svensk fotbollsspelare (vänsterytter).
Boman representerade tidigt i karriären AIK, men hade svårt att ta en plats och spelade bara 2 allsvenska matcher för klubben säsongen 1952/1953. Han gick 1953 till Hammarby IF, där han kom att bli given på vänsterkanten och spelade till 1962.
Åren 1955–1959 spelade Boman sju B-landskamper (två mål) för Sverige.